# Ларс-Ерік Шеберг
Ларс-Ерік Шеберг (швед. Lars-Erik Sjöberg, 4 травня 1944, Фалун — 20 жовтня 1987, Уппсала) — шведський хокеїст, що грав на позиції захисника. Грав за збірну команду Швеції.

## Ігрова кар'єра
Хокейну кар'єру розпочав на батьківщині 1962 року виступами за команду «Лександ».
Протягом професійної клубної ігрової кар'єри, що тривала 19 років, захищав кольори команд «Лександ», «Юргорден», «Вестра Фрелунда» та «Вінніпег Джетс».
Шеберг перший з європейських гравців, який став капітаном клубу НХЛ.
Виступав за збірну Швеції, на головних турнірах світового хокею провів 66 ігор в її складі. На Кубку Канади Ларс-Ерік був капітаном національної збірної.

## Нагороди та досягнення
- Чемпіон Швеції в складі «Лександ» — 1969.
- Володар Кубку Авко в складі «Вінніпег Джетс» — 1976, 1978, 1979.
- Перша команда всіх зірок ВХА — 1978.
- Трофей Денніса Мерфі — 1978.
- Найкращий захисник чемпіонату світу — 1974.[2]

## «Нью-Йорк Рейнджерс» та смерть
Шеберг працював скаутом у клубі «Нью-Йорк Рейнджерс». У 1987 швед помер від раку. На його честь «Рейнджерс» встановив нагороду для найкращого новачка в тренувальному таборі команди.

## Статистика

### Клубні виступи
| Сезон                | Клуб                 | Ліга                 | Регулярний сезон | Регулярний сезон | Регулярний сезон | Регулярний сезон | Регулярний сезон | Плей-оф | Плей-оф | Плей-оф | Плей-оф | Плей-оф |
| Сезон                | Клуб                 | Ліга                 | І                | Г                | П                | О                | ШХ               | І       | Г       | П       | О       | ШХ      |
| -------------------- | -------------------- | -------------------- | ---------------- | ---------------- | ---------------- | ---------------- | ---------------- | ------- | ------- | ------- | ------- | ------- |
| 1962–63              | «Лександ»            | Дивізіон 1           | 6                | 1                | 0                | 1                | 0                | —       | —       | —       | —       | —       |
| 1963–64              | «Лександ»            | Дивізіон 1           | 14               | 0                | 2                | 2                | 2                | 7       | 1       | 1       | 2       | 0       |
| 1964–65              | «Лександ»            | Дивізіон 1           | 14               | 1                | 2                | 3                | 2                | 14      | 0       | 1       | 1       | 4       |
| 1965–66              | «Юргорден»           | Дивізіон 1           | 20               | 1                | 3                | 4                | 0                | 3       | 0       | 1       | 1       | 0       |
| 1966–67              | «Юргорден»           | Дивізіон 1           | 21               | 4                | 7                | 11               | 2                | 3       | 0       | 1       | 1       | 0       |
| 1967–68              | «Лександ»            | Дивізіон 1           | 21               | 3                | 3                | 6                | —                | 7       | 1       | 3       | 4       | 2       |
| 1968–69              | «Лександ»            | Дивізіон 1           | 19               | 6                | 2                | 8                | 4                | 7       | 0       | 1       | 1       | 0       |
| 1969–70              | «Вестра Фрелунда»    | Дивізіон 1           | 14               | 2                | 1                | 3                | 10               | —       | —       | —       | —       | —       |
| 1970–71              | «Вестра Фрелунда»    | Дивізіон 1           | 13               | 8                | 4                | 12               | 6                | —       | —       | —       | —       | —       |
| 1971–72              | «Вестра Фрелунда»    | Дивізіон 1           | 27               | 4                | 11               | 15               | 4                | —       | —       | —       | —       | —       |
| 1972–73              | «Вестра Фрелунда»    | Дивізіон 1           | 14               | 1                | 6                | 7                | 0                | —       | —       | —       | —       | —       |
| 1973–74              | «Вестра Фрелунда»    | Дивізіон 1           | 41               | 4                | 35               | 39               | 21               | —       | —       | —       | —       | —       |
| 1974–75              | «Вінніпег Джетс»     | ВХА                  | 75               | 7                | 53               | 60               | 30               | —       | —       | —       | —       | —       |
| 1975–76              | «Вінніпег Джетс»     | ВХА                  | 81               | 5                | 36               | 41               | 12               | 13      | 0       | 5       | 5       | 12      |
| 1976–77              | «Вінніпег Джетс»     | ВХА                  | 52               | 2                | 38               | 40               | 31               | 20      | 0       | 6       | 6       | 22      |
| 1977–78              | «Вінніпег Джетс»     | ВХА                  | 78               | 11               | 39               | 50               | 72               | 9       | 0       | 9       | 9       | 4       |
| 1978–79              | «Вінніпег Джетс»     | ВХА                  | 9                | 0                | 3                | 3                | 2                | 10      | 1       | 2       | 3       | 4       |
| 1979–80              | «Вінніпег Джетс»     | НХЛ                  | 79               | 7                | 27               | 34               | 48               | —       | —       | —       | —       | —       |
| Усього в Дивізіоні 1 | Усього в Дивізіоні 1 | Усього в Дивізіоні 1 | 224              | 35               | 76               | 111              | 51               | 41      | 2       | 8       | 10      | 6       |
| Усього у ВХА         | Усього у ВХА         | Усього у ВХА         | 295              | 25               | 169              | 194              | 147              | 52      | 1       | 22      | 23      | 42      |

### Збірна
| Рік                | Команда            | Турнір             | І  | Г | П  | О  | ШХ |
| ------------------ | ------------------ | ------------------ | -- | - | -- | -- | -- |
| 1968               | Швеція             | ОІ                 | 7  | 0 | 0  | 0  | 4  |
| 1969               | Швеція             | ЧС                 | 9  | 3 | 2  | 5  | 2  |
| 1970               | Швеція             | ЧС                 | 10 | 1 | 1  | 2  | 0  |
| 1972               | Швеція             | ОІ                 | 6  | 1 | 1  | 2  | 2  |
| 1972               | Швеція             | ЧС                 | 10 | 1 | 1  | 2  | 0  |
| 1973               | Швеція             | ЧС                 | 10 | 1 | 2  | 3  | 2  |
| 1974               | Швеція             | ЧС                 | 9  | 1 | 0  | 1  | 2  |
| 1976               | Швеція             | КК                 | 5  | 0 | 3  | 3  | 6  |
| Національна збірна | Національна збірна | Національна збірна | 66 | 8 | 10 | 18 | 18 |